# Rocking the Cradle: Egypt 1978
Albums de Grateful Dead
Road Trips Volume 1 Number 3
(2008) Road Trips Volume 1 Number 4
(2008)
Rocking the Cradle: Egypt 1978 est un album live du Grateful Dead sorti en 2008.
Ce coffret comprenant 2 CD et un DVD retrace la majeure partie du concert donné au Gizah Sound and Light Theater de Gizeh, en Égypte, le 16 septembre 1978, agrémenté d'extraits du concert de la veille.
Le coffret est produit par David Lemieux, et la remasterisation de la musique a été assurée par Jeffrey Normann.

## Titres

### CD 1
1. Jack Straw (Bob Weir, Robert Hunter) - 6:44*
2. Row Jimmy (Jerry Garcia, Hunter) - 11:46
3. New, New Minglewood Blues (trad. arr. Bob Weir) - 6:26
4. Candyman (Garcia, Hunter) - 7:29
5. Looks Like Rain (Weir, Barlow) - 8:51
6. Stagger Lee (Garcia, Hunter) - 7:30
7. I Need a Miracle (Weir, John Perry Barlow) - 8:45
8. It's All Over Now (Bobby Womack, Shirley Womack) - 7:40
9. Deal (Garcia, Hunter) - 7:04

### CD 2
1. Ollin Arrageed (Hamza El Din) - 6:56
2. Fire on the Moutain (Garcia, Hunter) - 14:06
3. Iko Oko (James « Sugar Boy » Crawford) - 7:03
4. Shakedown Street (Garcia, Hunter) - 15:31
5. Drums (Mickey Hart, Bill Kreutzmann) - 3:51
6. Space (Garcia, Phil Lesh, Weir) - 2:26
7. Truckin' (Garcia, Lesh, Weir, Hunter) - 10:14
8. Stella Blue (Garcia, Hunter) - 8:19
9. Around and Around (Chuck Berry) - 8:21

### DVD
1. Bertha (Garcia, Hunter) - 5:30
2. Good Lovin' (Arthur Resnick, Rudy Clark) - 7:52
3. Row Jimmy (Garcia, Hunter) - 11:20
4. New, New Minglewood Blues (trad. arr. Weir) - 6:07
5. Candymann (Garcia, Hunter) - 7:08
6. Looks Like Rain (Weir, Barlow) - 8:33
7. Deal (Garcia, Hunter) - 6:52
8. Ollin Arrageed (Hamza el Din) - 7:49
9. Fire on the Moutain (Garcia, Hunter) - 9:12
10. Iko Oko (Crawford, Hawkins, Hawkins, Johnson) - 6:04
11. I Need a Miracle (Weir, Barlow) - 5:54
12. It's All Over Now (B. Womack, S. Womack) - 3:30
13. Truckin' (Garcia, Lesh, Weir, Hunter) - 9:23

## Musiciens
- Jerry Garcia : guitare, chant
- Donna Jean Godchaux : chant
- Keith Godchaux : claviers
- Mickey Hart : batterie
- Bill Kreutzmann : batterie
- Phil Lesh : basse
- Bob Weir : guitare rythmique, chant

- Avec Hamza El Din et the Nubian Youth Choir sur Ollin Arageed